# بوليانا فيانا
بوليانا فيانا (بالبرتغالية: Polyana Viana؛ مواليد 14 يونيو 1992) هي مُقاتلة فنون قتالية مختلطة برازيلية.

## وصلات خارجية
- بوليانا فيانا على موقع يو إف سي (الإنجليزية)
- بوليانا فيانا على موقع شيردوغ (الإنجليزية)
- بوليانا فيانا على موقع Tapology.com (الإنجليزية)
- بوليانا فيانا على موقع IMDb (الإنجليزية)
- بوليانا فيانا على موقع قاعدة بيانات الفيلم (الإنجليزية)